# Viens
Viens là một xã trong tỉnh Vaucluse thuộc vùng Provence-Alpes-Côte d’Azur ở đông nam nước Pháp. Xã này nằm ở khu vực có độ cao trung bình 610 mét trên mực nước biển.
Sông Calavon tạo thành phầnlớn ranh giới đông nam.
- Luberon